# Tipler (Wisconsin)
Tipler es un pueblo ubicado en el condado de Florence en el estado estadounidense de Wisconsin. En el Censo de 2010 tenía una población de 142 habitantes y una densidad poblacional de 1,27 personas por km².

## Geografía
Tipler se encuentra ubicado en las coordenadas 45°57′7″N 88°37′00″O / 45.95194, -88.61667. Según la Oficina del Censo de los Estados Unidos, Tipler tiene una superficie total de 111.69 km², de la cual 110.94 km² corresponden a tierra firme y (0.67%) 0.75 km² es agua.

## Demografía
Según el censo de 2010, había 142 personas residiendo en Tipler. La densidad de población era de 1,27 hab./km². De los 142 habitantes, Tipler estaba compuesto por el 97.89% blancos, el 0% eran afroamericanos, el 2.11% eran amerindios, el 0% eran asiáticos, el 0% eran isleños del Pacífico, el 0% eran de otras razas y el 0% pertenecían a dos o más razas. Del total de la población el 0% eran hispanos o latinos de cualquier raza.